# Lista planetelor minore/2601–2700
Aceasta este Lista planetelor minore/2601–2700; pentru a naviga prin lista completă vezi Lista planetelor minore.
Pentru ale detalii vezi și Proiect:Astronomie sau Portal:Astronomie.
| Nume                | Denumire provizorie | Data descoperirii  | Locul descoperirii     | Descoperitor(i)                                        |
| ------------------- | ------------------- | ------------------ | ---------------------- | ------------------------------------------------------ |
| 2601 Bologna        | 1980 XA             | 8 decembrie 1980   | Bologna⁠(d)             | Osservatorio San Vittore⁠(d)                            |
| 2602 Moore          | 1982 BR             | 24 ianuarie 1982   | Anderson Mesa          | E. Bowell                                              |
| 2603 Taylor         | 1982 BW1            | 30 ianuarie 1982   | Anderson Mesa          | E. Bowell                                              |
| 2604 Marshak        | 1972 LD1            | 13 iunie 1972      | Nauchnij⁠(d)            | T. M. Smirnova                                         |
| 2605 Sahade         | 1974 QA             | 16 august 1974     | El Leoncito⁠(d)         | Felix Aguilar Observatory⁠(d)                           |
| 2606 Odessa         | 1976 GX2            | 1 aprilie 1976     | Nauchnij⁠(d)            | N. S. Cernîh                                           |
| 2607 Yakutia        | 1977 NR             | 14 iulie 1977      | Nauchnij               | N. S. Cernîh                                           |
| 2608 Seneca         | 1978 DA             | 17 februarie 1978  | La Silla               | H.-E. Schuster⁠(d)                                      |
| 2609 Kiril-Metodi   | 1978 PB4            | 9 august 1978      | Nauchnij⁠(d)            | N. S. Cernîh, L. I. Cernîh                             |
| 2610 Tuva           | 1978 RO1            | 5 septembrie 1978  | Nauchnij               | N. S. Cernîh                                           |
| 2611 Boyce          | 1978 VQ5            | 7 noiembrie 1978   | Palomar                | E. F. Helin, S. J. Bus                                 |
| 2612 Kathryn        | 1979 DE             | 28 februarie 1979  | Anderson Mesa          | N. G. Thomas⁠(d)                                        |
| 2613 Plzeň          | 1979 QE             | 30 august 1979     | Kleť                   | L. Brožek⁠(d)                                           |
| 2614 Torrence       | 1980 LP             | 11 iunie 1980      | Palomar                | C. S. Shoemaker                                        |
| 2615 Saito          | 1951 RJ             | 4 septembrie 1951  | Heidelberg             | K. Reinmuth                                            |
| 2616 Lesya          | 1970 QV             | 28 august 1970     | Nauchnij⁠(d)            | T. M. Smirnova                                         |
| 2617 Jiangxi        | 1975 WO1            | 26 noiembrie 1975  | Nanking⁠(d)             | Purple Mountain Observatory⁠(d)                         |
| 2618 Coonabarabran  | 1979 MX2            | 25 iunie 1979      | Siding Spring          | E. F. Helin, S. J. Bus                                 |
| 2619 Skalnaté Pleso | 1979 MZ3            | 25 iunie 1979      | Siding Spring          | E. F. Helin, S. J. Bus                                 |
| 2620 Santana        | 1980 TN             | 3 octombrie 1980   | Kleť                   | Z. Vávrová⁠(d)                                          |
| 2621 Goto           | 1981 CA             | 9 februarie 1981   | Geisei⁠(d)              | T. Seki                                                |
| 2622 Bolzano        | 1981 CM             | 9 februarie 1981   | Kleť                   | L. Brožek⁠(d)                                           |
| 2623 Zech           | A919 SA             | 22 septembrie 1919 | Heidelberg             | K. Reinmuth                                            |
| 2624 Samitchell     | 1962 RE             | 7 septembrie 1962  | Brooklyn⁠(d)            | Indiana University⁠(d)                                  |
| 2625 Jack London    | 1976 JQ2            | 2 mai 1976         | Nauchnij⁠(d)            | N. S. Cernîh                                           |
| 2626 Belnika        | 1978 PP2            | 8 august 1978      | Nauchnij               | N. S. Cernîh                                           |
| 2627 Churyumov      | 1978 PP3            | 8 august 1978      | Nauchnij               | N. S. Cernîh                                           |
| 2628 Kopal          | 1979 MS8            | 25 iunie 1979      | Siding Spring          | E. F. Helin, S. J. Bus                                 |
| 2629 Rudra          | 1980 RB1            | 13 septembrie 1980 | Palomar                | C. T. Kowal⁠(d)                                         |
| 2630 Hermod         | 1980 TF3            | 14 octombrie 1980  | Haute Provence         | Haute Provence                                         |
| 2631 Zhejiang       | 1980 TY5            | 7 octombrie 1980   | Nanking⁠(d)             | Purple Mountain Observatory⁠(d)                         |
| 2632 Guizhou        | 1980 VJ1            | 6 noiembrie 1980   | Nanking                | Purple Mountain Observatory                            |
| 2633 Bishop         | 1981 WR1            | 24 noiembrie 1981  | Anderson Mesa          | E. Bowell                                              |
| 2634 James Bradley  | 1982 DL             | 21 februarie 1982  | Anderson Mesa          | E. Bowell                                              |
| 2635 Huggins        | 1982 DS             | 21 februarie 1982  | Anderson Mesa          | E. Bowell                                              |
| 2636 Lassell        | 1982 DZ             | 20 februarie 1982  | Anderson Mesa          | E. Bowell                                              |
| 2637 Bobrovnikoff   | A919 SB             | 22 septembrie 1919 | Heidelberg             | K. Reinmuth                                            |
| 2638 Gadolin        | 1939 SG             | 19 septembrie 1939 | Turku                  | Y. Väisälä⁠(d)                                          |
| 2639 Planman        | 1940 GN             | 9 aprilie 1940     | Turku                  | Y. Väisälä                                             |
| 2640 Hällström      | 1941 FN             | 18 martie 1941     | Turku                  | L. Oterma                                              |
| 2641 Lipschutz      | 1949 GJ             | 4 aprilie 1949     | Brooklyn⁠(d)            | Indiana University⁠(d)                                  |
| 2642 Vésale         | 1961 RA             | 14 septembrie 1961 | Uccle⁠(d)               | S. J. Arend⁠(d)                                         |
| 2643 Bernhard       | 1973 SD             | 19 septembrie 1973 | Palomar                | T. Gehrels                                             |
| 2644 Victor Jara    | 1973 SO2            | 22 septembrie 1973 | Nauchnij⁠(d)            | N. S. Cernîh                                           |
| 2645 Daphne Plane   | 1976 QD             | 30 august 1976     | Palomar                | E. F. Helin                                            |
| 2646 Abetti         | 1977 EC1            | 13 martie 1977     | Nauchnij⁠(d)            | N. S. Cernîh                                           |
| 2647 Sova           | 1980 SP             | 29 septembrie 1980 | Kleť                   | Z. Vávrová⁠(d)                                          |
| 2648 Owa            | 1980 VJ             | 8 noiembrie 1980   | Anderson Mesa          | E. Bowell                                              |
| 2649 Oongaq         | 1980 WA             | 29 noiembrie 1980  | Anderson Mesa          | E. Bowell                                              |
| 2650 Elinor         | 1931 EG             | 14 martie 1931     | Heidelberg             | M. F. Wolf                                             |
| 2651 Karen          | 1949 QD             | 28 august 1949     | Johannesburg⁠(d)        | E. L. Johnson⁠(d)                                       |
| 2652 Yabuuti        | 1953 GM             | 7 aprilie 1953     | Heidelberg             | K. Reinmuth                                            |
| 2653 Principia      | 1964 VP             | 4 noiembrie 1964   | Brooklyn⁠(d)            | Indiana University⁠(d)                                  |
| 2654 Ristenpart     | 1968 OG             | 18 iulie 1968      | Cerro El Roble⁠(d)      | C. Torres⁠(d), S. Cofre⁠(d)                              |
| 2655 Guangxi        | 1974 XX             | 14 decembrie 1974  | Nanking⁠(d)             | Purple Mountain Observatory⁠(d)                         |
| 2656 Evenkia        | 1979 HD5            | 25 aprilie 1979    | Nauchnij⁠(d)            | N. S. Cernîh                                           |
| 2657 Bashkiria      | 1979 SB7            | 23 septembrie 1979 | Nauchnij               | N. S. Cernîh                                           |
| 2658 Gingerich      | 1980 CK             | 13 februarie 1980  | Harvard Observatory⁠(d) | Harvard Observatory⁠(d)                                 |
| 2659 Millis         | 1981 JX             | 5 mai 1981         | Anderson Mesa          | E. Bowell                                              |
| 2660 Wasserman      | 1982 FG             | 21 martie 1982     | Anderson Mesa          | E. Bowell                                              |
| 2661 Bydžovský      | 1982 FC1            | 23 martie 1982     | Kleť                   | Z. Vávrová⁠(d)                                          |
| 2662 Kandinsky      | 4021 P-L            | 24 septembrie 1960 | Palomar                | C. J. van Houten, I. van Houten-Groeneveld, T. Gehrels |
| 2663 Miltiades      | 6561 P-L            | 24 septembrie 1960 | Palomar                | C. J. van Houten, I. van Houten-Groeneveld, T. Gehrels |
| 2664 Everhart       | 1934 RR             | 7 septembrie 1934  | Heidelberg             | K. Reinmuth                                            |
| 2665 Schrutka       | 1938 DW1            | 24 februarie 1938  | Heidelberg             | A. Bohrmann⁠(d)                                         |
| 2666 Gramme         | 1951 TA             | 8 octombrie 1951   | Uccle⁠(d)               | S. J. Arend⁠(d)                                         |
| 2667 Oikawa         | 1967 UO             | 30 octombrie 1967  | Hamburg-Bergedorf      | L. Kohoutek                                            |
| 2668 Tataria        | 1976 QV             | 26 august 1976     | Nauchnij⁠(d)            | N. S. Cernîh                                           |
| 2669 Shostakovich   | 1976 YQ2            | 16 decembrie 1976  | Nauchnij               | L. I. Cernîh                                           |
| 2670 Chuvashia      | 1977 PW1            | 14 august 1977     | Nauchnij               | N. S. Cernîh                                           |
| 2671 Abkhazia       | 1977 QR2            | 21 august 1977     | Nauchnij               | N. S. Cernîh                                           |
| 2672 Písek          | 1979 KC             | 31 mai 1979        | Kleť                   | J. Květoň                                              |
| 2673 Lossignol      | 1980 KN             | 22 mai 1980        | La Silla               | H. Debehogne                                           |
| 2674 Pandarus       | 1982 BC3            | 27 ianuarie 1982   | Harvard Observatory⁠(d) | Oak Ridge Observatory⁠(d)                               |
| 2675 Tolkien        | 1982 GB             | 14 aprilie 1982    | Anderson Mesa          | M. Watt⁠(d)                                             |
| 2676 Aarhus         | 1933 QV             | 25 august 1933     | Heidelberg             | K. Reinmuth                                            |
| 2677 Joan           | 1935 FF             | 25 martie 1935     | Nice                   | M. Laugier⁠(d)                                          |
| 2678 Aavasaksa      | 1938 DF1            | 24 februarie 1938  | Turku                  | Y. Väisälä⁠(d)                                          |
| 2679 Kittisvaara    | 1939 TG             | 7 octombrie 1939   | Turku                  | Y. Väisälä                                             |
| 2680 Mateo          | 1975 NF             | 1 iulie 1975       | El Leoncito⁠(d)         | Felix Aguilar Observatory⁠(d)                           |
| 2681 Ostrovskij     | 1975 VF2            | 2 noiembrie 1975   | Nauchnij⁠(d)            | T. M. Smirnova                                         |
| 2682 Soromundi      | 1979 MF4            | 25 iunie 1979      | Siding Spring          | E. F. Helin, S. J. Bus                                 |
| 2683 Brian          | 1981 AD1            | 10 ianuarie 1981   | Anderson Mesa          | N. G. Thomas⁠(d)                                        |
| 2684 Douglas        | 1981 AH1            | 3 ianuarie 1981    | Anderson Mesa          | N. G. Thomas                                           |
| 2685 Masursky       | 1981 JN             | 3 mai 1981         | Anderson Mesa          | E. Bowell                                              |
| 2686 Linda Susan    | 1981 JW1            | 5 mai 1981         | Palomar                | C. S. Shoemaker                                        |
| 2687 Tortali        | 1982 HG             | 18 aprilie 1982    | Anderson Mesa          | M. Watt⁠(d)                                             |
| 2688 Halley         | 1982 HG1            | 25 aprilie 1982    | Anderson Mesa          | E. Bowell                                              |
| 2689 Bruxelles      | 1935 CF             | 3 februarie 1935   | Uccle⁠(d)               | S. J. Arend⁠(d)                                         |
| 2690 Ristiina       | 1938 DG1            | 24 februarie 1938  | Turku                  | Y. Väisälä⁠(d)                                          |
| 2691 Sersic         | 1974 KB             | 18 mai 1974        | El Leoncito⁠(d)         | Felix Aguilar Observatory⁠(d)                           |
| 2692 Chkalov        | 1976 YT3            | 16 decembrie 1976  | Nauchnij⁠(d)            | L. I. Cernîh                                           |
| 2693 Yan'an         | 1977 VM1            | 3 noiembrie 1977   | Nanking⁠(d)             | Purple Mountain Observatory⁠(d)                         |
| 2694 Pino Torinese  | 1979 QL1            | 22 august 1979     | La Silla               | C.-I. Lagerkvist⁠(d)                                    |
| 2695 Christabel     | 1979 UE             | 17 octombrie 1979  | Anderson Mesa          | E. Bowell                                              |
| 2696 Magion         | 1980 HB             | 16 aprilie 1980    | Kleť                   | L. Brožek⁠(d)                                           |
| 2697 Albina         | 1969 TC3            | 9 octombrie 1969   | Nauchnij⁠(d)            | B. A. Burnașeva                                        |
| 2698 Azerbajdzhan   | 1971 TZ             | 11 octombrie 1971  | Nauchnij               | Crimean Astrophysical Observatory⁠(d)                   |
| 2699 Kalinin        | 1976 YX             | 16 decembrie 1976  | Nauchnij               | L. I. Cernîh                                           |
| 2700 Baikonur       | 1976 YP7            | 20 decembrie 1976  | Nauchnij               | N. S. Cernîh                                           |